# Batalla del cabo Gloucester
La batalla de Cabo Gloucester, también conocida como Operación Backhander, una rama de la Operación Dexterity, fue un combate situado dentro del marco de la Guerra del Pacífico, correspondiente a la Segunda Guerra Mundial, tuvo lugar entre finales de diciembre de 1943 y abril de 1944, en la isla de Nueva Bretaña, Nueva Guinea.
La batalla fue una parte importante de Operación Cartwheel, la principal estrategia Aliada en el Área del Pacífico Sudoccidental y Áreas del Océano Pacífico durante 1943-44, y fue el segundo desembarco de la 1.ª División de Marines, después de Guadalcanal.

## Objetivos
El principal objetivo de los estadounidenses y australianos fue la captura y la expansión del campo de aviación militar Japonés en el Cabo Gloucester. Este hecho contribuirá a un mayor aislamiento de la principal base japonesa en Rabaul. Un objetivo secundario era garantizar el paso libre de los aliados por mar a través de los estrechos que separan Nueva Bretaña y Nueva Guinea.[cita requerida]

## Operación
El apoyo a las operaciones de desembarco en Cabo Gloucester comenzó el 15 de diciembre, cuando el 112.º Regimiento de Caballería estadounidense desembarcado en Arawe en la costa sur, con la intención de bloquear la ruta de refuerzos japoneses y los suministros de este a oeste y como un ataque de distracción de los futuros desembarcos Cabo Gloucester.[cita requerida]
La principal operación comenzó el 26 de diciembre con un Bombardeo naval sobre las posiciones japonesas en Cabo Gloucester por buques de guerra de la Armada de Estados Unidos y la Marina Real Australiana, seguido de los ataques aéreos por aviones de la Fuerzas Aéreas del Ejército de los Estados Unidos y Real Fuerza Aérea Australiana. Estos ataques fueron seguidos por el desembarco de la 1.ª División de Marines, en Yellow Beach 1 y 2, y Green Beach, al mando del mayor general William H. Rupertus. 
Los marines combatieron contra la 17.ª División japonesa, al mando del mayor general Iwao Matsuda, que fue aumentada por la Matsuda Force, compuesta por la 65.ª Brigada de Infantería y elementos de la 51.ª División. El cuartel general de Matsuda estaba en Kalingi, en la ruta costera al noroeste de Monte Talawe, a unos ocho kilómetros del aeródromo de Cabo Gloucester.[cita requerida]